# Edward Gronczewski
Edward Antoni Gronczewski ps. „Przepiórka” (ur. 7 lub 10 sierpnia 1923 w Sierpcu, zm. 1 stycznia 1976 w Warszawie) – pułkownik ludowego Wojska Polskiego, oficer i dowódca oddziału partyzanckiego Gwardii Ludowej i Armii Ludowej w czasie II wojny światowej, funkcjonariusz Milicji Obywatelskiej, zastępca attaché wojskowego PRL w Chińskiej Republice Ludowej (1957–1958), w 1965 wiceprzewodniczący Międzynarodowej Komisji Nadzoru i Kontroli w Indochinach.

## Biografia

### Młodość i wojna
Syn Aleksego, robotnika rolnego. W czerwcu 1939 ukończył szkołę powszechną w Bilnie koło Włocławka, gdzie mieszkał wraz z rodziną. W maju 1940 wysłany przez Niemców na roboty przymusowe do Sierpca, potem do Działdowa, a od listopada w okolicach Królewca. Po roku zbiegł na Lubelszczyznę i osiedlił się we wsi Grabówka w powiecie kraśnickim, dokąd wysiedlono jego rodzinę.
Od czerwca 1942 członek Polskiej Partii Robotniczej i Gwardii Ludowej, przyjął pseudonim „Przepiórka”. Początkowo pełnił funkcję łącznika między poszczególnymi komórkami PPR i GL. Od sierpnia walczył w oddziale im. Tadeusza Kościuszki dowodzonym przez Grzegorza Korczyńskiego ps. „Grzegorz”, gdzie pełnił funkcję oficera informacji. 
W marcu otrzymał nominację na komendanta gminnego GL w Annopolu, zorganizował tam dwudziestoosobowy oddział partyzancki oparty na gwardzistach z Grabówki i okolic, zwany od jego pseudonimu oddziałem „Przepiórki”. W pierwszych miesiącach swojej działalność oddział skupił się na niszczeniu hitlerowskiej administracji oraz działających w terenie band rabunkowych podszywających się pod partyzantów a dopiero później podjął bezpośrednią walkę z Niemcami. Razem z Mieczysławem Olszewskim ps. „Mietas”, w połowie czerwca 1943, wykonał wyrok śmierci na komendancie granatowej policji Chełkowskim z Józefowa, który znęcał się nad polską ludnością cywilną m.in. prześladując chłopów za nieoddanie nawet najmniejszej części kontyngentu czy też posiadanie krewnych w partyzantce (szczególnie zawzięcie zwalczał ruch komunistyczny).
W sierpniu 1943 oddział został włączony w skład formowanego 3 batalionu GL por. Władysława Skrzypka ps. „Orzeł”. 10 sierpnia 1943, w drodze do okręgowych władz PPR i GL z wieścią o wydarzeniach pod Borowem, koło Trzydnika został ostrzelany przez Niemców i ranny w rękę. Pod koniec tego miesiąca „Przepiórka” udał się na teren okręgu północnego, w Lasy Parczewskie. Za ogół działalność partyzanckiej, w tym przeprowadzoną 8 września akcję ataku na niemiecki majątek w rejonie Kaznowa, „Przepiórka” został awansowany do stopnia podporucznika GL. Po powrocie do okręgu południowego, w listopadzie 1943, Gronczewski wraz ze swoim pododdziałem na nowo rozpoczęli samodzielną działalność, w grudniu wydano rozkaz przeformowujący go w 7 batalion GL.
25 grudnia 1943 ppor. Edward Gronczewski ps. „Przepiórka” został odznaczony Krzyżem Grunwaldu III klasy (jedno z pierwszych trzydziestu nadań) za czynną walkę z niemieckim okupantem. Od lutego roku 1944 batalion (numeracja zmieniona z 7 na 3) wszedł w skład 1 Brygady AL im. Ziemi Lubelskiej. Pod koniec lutego 1944 jego batalion zastrzelił komendanta Narodowych Sił Zbrojnych w Trzydniku. 3 batalion „Przepiórki” operował w powiatach kraśnickim i puławskim do marca, gdy na rozkaz dowódcy brygady mjr Władysława Skrzypka ps. „Grzybowski”, ppor. „Przepiórki” oddał większość swoich partyzantów do dyspozycji 2 batalionu por. Aleksandra Szymańskiego ps. „Bogdan”, samemu udając się z resztą podkomendnych w rejon Krasnegostawu i Hrubieszowa by zaktywować tam działalność AL. W rejon Kraśnika powrócił w kwietniu 1944 wraz z przybyłymi zza Bugu partyzantami radzieckimi. 19 kwietnia 1944 brał udział w pacyfikacji wsi udzielających poparcia Narodowym Siłom Zbrojnym (Potok-Stany Kolonia, Potok-Stany i Dąbrówka), w czasie której zamordowano 13 mieszkańców tych wsi.
22 kwietnia pod Marynopolem stacjonujące we wsi oddziały AL: 3 batalion, oddział żandarmerii ppor. Zbigniewa Pietrzyka ps. „Zbyszek” i oddział Bolesława Kaźmiraka (Kowalskiego) ps. „Cień” zostały zaatakowane przez Legię Nadwiślańską NSZ kpt. Zbigniewa Wyrwicza ps. „Witold” (oddziały ppor. Leona Cybulskiego ps. „Znicz”, Wacława Piotrowskiego ps. „Cichy” i „Orła”). Spośród ok. 150 partyzantów AL zginęło 9 (w tym 7 z batalionu „Przepiórki”). Po powrocie do zgrupowania dowódca 2 batalionu por. „Bogdan” odkomenderował do 3 batalionu kilku jego poprzednich partyzantów.
W maju 1944, nowy dowódca brygady kpt. Ignacy Borkowski ps. „Wicek” przemianował 3 batalion na 5 kompanię. Wydał on rozkaz por. „Przepiórce” rozszerzenia liczebności oddziału do 200 osób. W nocy z 7 na 8 czerwca przeprowadzono mobilizację wśród miejscowej ludność do oddziału (listę opracował Gronczewski wraz ze swoimi zastępcami, zamykała się ona do mężczyzn w wieku 18–22 lata – sympatycy i dotychczas niezmobilizowani członkowie AL, a także tzw. „kawalerka”, czyli młodzież zazdroszcząca partyzantom powodzenia u miejscowych dziewczyn). Na skutek mobilizacji do 150 osobowej 5 kompanii przybyło 176 nowych partyzantów. Gronczewski dokonał reorganizacji kompanii wydzielając z niej poddział „Słowika”, który pozostał w terenie. Przy „Przepiórce” obok 176 zmobilizowanych ludzi zostało 90 starych i uzbrojonych partyzantów, kompanię podzielono na trzy duże plutony. Dowódca brygady kpt. „Wicek” zapewnił oddziałowi „Przepiórki”, zwanego odtąd 5 kompanią szturmową, pierwszeństwo w dostawach broni i amunicji (w chwili reorganizacji kompanii tylko ⅓ partyzantów, była uzbrojona).
W czerwcu 1944 brał udział w bitwie z Niemcami w Lasach Janowskich i Puszczy Solskiej podczas niemieckiej operacji antypartyzanckiej „Sturmwind I”:. Za udział w tych walkach został ponownie przedstawiony do odznaczenia Krzyżem Grunwaldu wraz z 16 innymi partyzantami z 5 kompanii szturmowej. Po bitwie w Lasach Janowskich i Puszczy Solskiej szeregi 5 kompanii szturmowej poszerzyły się o kilkunastu partyzantów z rozbitych kompanii sztabowej i 3 kompanii Straży Chłopskiej. W lipcu kompania brała udział w walkach na tyłach wojsk niemieckich walczących na froncie z Armią Czerwoną. Po wkroczeniu Armii Czerwonej wraz z całą swoją jednostką wcielony do ludowego Wojska Polskiego, kompanię przekształcono w 3 batalion zapasowy 1 Armii Wojska Polskiego.

### Polska Ludowa

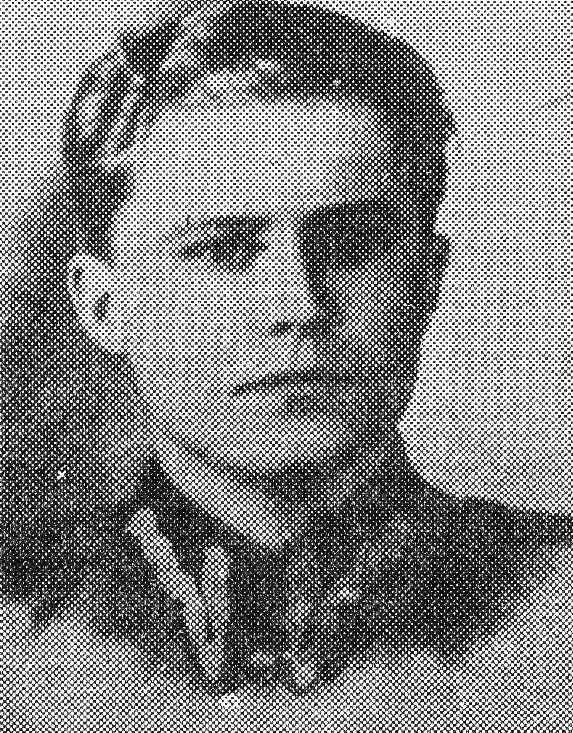
Zdjęcie z okresu powojennego

Zgodnie z ustaleniami wobec oficerów byłej Armii Ludowej, awansowany do stopnia kapitana, Edward Gronczewski został skierowany do służby w Milicji Obywatelskiej, gdzie objął stanowisko oficera do zadań specjalnych Komendanta Głównego MO (od listopada jako major). Pojął za żonę Zinaidę Dudarenko ps. „Nika”, Białorusinkę, towarzyszkę broni i sanitariuszkę ze swojego oddziału partyzanckiego. Dopiero w 1946 wrócił do służby wojskowej, początkowo w Centrum Wyszkolenia Piechoty. W latach 1948–1949 w Oficerskiej Szkole Piechoty. W czasie służby w KBW, na Lubelszczyźnie dowodził jednym z oddziałów pozorowanych, udającego oddział podziemia antykomunistycznego i niepodległościowego i dopuszczającego się „na konto podziemia” przestępstw kryminalnych. Następnie pełnił obowiązki dowódcy 8 Pułku Piechoty KBW w Łodzi.
21 maja 1950 został aresztowany wraz z Grzegorzem Korczyńskim za domniemane zbrodnie na Żydach i więziony do 19 czerwca 1955. Chodziło o wydarzenie z 1942, gdy pod nieobecność Korczyńskiego część członków jego oddziału (w większości Żydów wcielonych do oddziału po akcji na Janiszów) pod przywództwem Jana Gruchalskiego „Sokoła” i Aleksandra Miłka „Koguta” zbuntowała się przeciw niemu i udusiła 3 członków jego sztabu i zniszczyła jego radiostację. Wówczas żołnierze GL zabili buntowników. Prawicowi historycy do dziś jednak przekonują, na podstawie materiałów z jego śledztwa w czasach stalinizmu, że tak naprawdę Gronczewski i Korczyński dopuścili się regularnych mordów na Żydach. Takiej teorii przeczy m.in. ich rehabilitacja i informacje, które przedstawił historyk Ryszard Nazarewicz. Historyk podał, że źródła w procesie Korczyńskiego i jego kompanów zostały zmanipulowane, a im samym przypisano czyny, które nie miały miejsca lub zostały popełnione przez inne grupy, w tym NSZ. MBP nie uwzględniło też dowodów w postaci zeznań Żydów-partyzantów, w tym 35 z nich, którzy służyli pod komendami Korczyńskiego i Gronczewskiego. Nazarewicz powołuje się przy tym na materiały Sądu Wojewódzkiego w Warszawie, Prokuratury Generalnej i KC PZPR.
W roku 1956 został zrehabilitowany. W marcu 1957 powrócił do zawodowej służby wojskowej i został awansowany do stopnia podpułkownika. W latach 1957–1958 zastępca attaché wojskowego PRL w ChRL. W 1963 awansowany na pułkownika. W 1965 był zastępcą przewodniczącego Międzynarodowej Komisji Kontroli w Wietnamie. Później był pracownikiem naukowym Wojskowego Instytutu Historycznego. Poświęcił się wówczas pracy dokumentującej działania partyzanckie Gwardii i Armii Ludowej na Lubelszczyźnie w czasie II wojny światowej. W 1969 ze względu na zły stan zdrowia odszedł w stan spoczynku. Zmarł nagle 1 stycznia 1976 w Warszawie.

## Życie prywatne

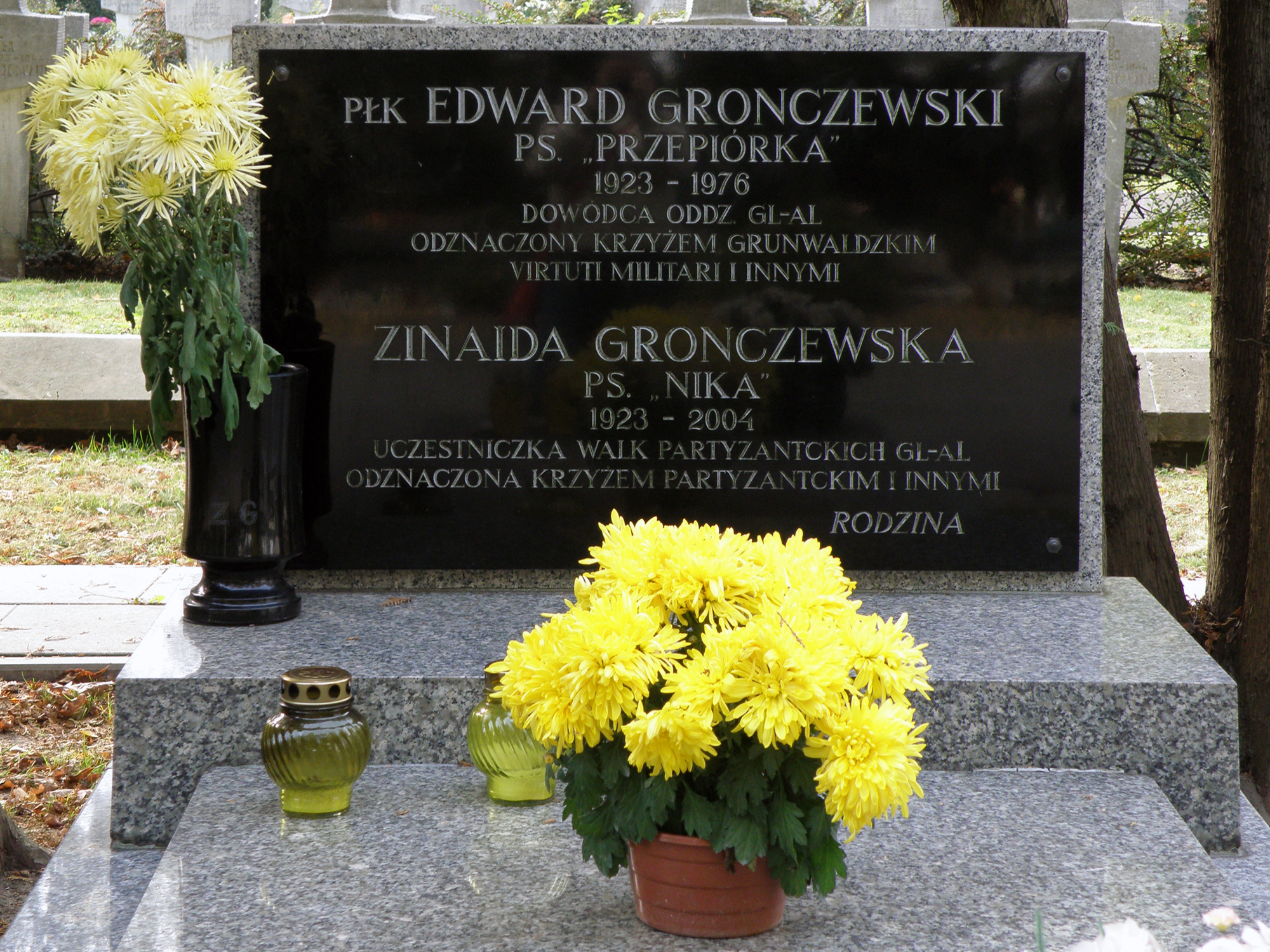
Grób Zinaidy i Edwarda Gronczewskich na Cmentarzu Powązki Wojskowe w Warszawie

Rodzicami Edwarda byli Aleksandra z domu Babecka (ur. 4 lutego 1899) i Aleksy (ur. ok. 1892) Gronczewscy. Jego matka pod pseudonimem „Mamusia” była opiekunką partyzantów GL i AL. Miał młodsze rodzeństwo: brata Józefa Zbigniewa ps. „Lew”, „Zbyszek” (ur. 1924, zm. 9 sierpnia 1943) – członek PPR i partyzant GL (oddział im. Tadeusza Kościuszki, następnie w oddziale im. Jana Kilińskiego), zamordowany przez NSZ pod Borowem – i siostrę Helenę Barbarę po mężu Kowalską (ur. 1 sierpnia 1926, zm. 11 września 1971) – łączniczka GL i AL o pseudonimie „Basia” (oddział „Przepiórki”, później w oddziale „Cienia”), po wojnie żołnierz LWP i pracownica administracji spółdzielczości.
Edward Gronczewski był żonaty z Zinaidią z domu Dudarenko (ur. 2 stycznia 1923, zm. 1 marca 2004). Urodziła się w Ożnuchach na zachodniej Białorusi, w 1941 skończyła liceum. W 1942 wstąpiła do GL przybierając pseudonim „Nika”. Od 1944 sanitariuszka w batalionie AL „Bogdana”, następnie w kompanii szturmowej „Przepiórki”. Po wojnie pracowała w organach bezpieczeństwa aż do przejścia na rentę. Para spoczywa na wojskowych Powązkach (kwatera C4, rząd „Tuje”, grób ósmy).
Zinaida i Edward Gronczewscy mieli jednego syna – Ryszarda, porucznika łączności ludowego Wojska Polskiego, ojca Jeremiego.

## Awanse[24]
- podporucznik – październik 1943 (Gwardia Ludowa)
- porucznik – wiosna 1944 (Armia Ludowa)
- kapitan – lipiec 1944 (ludowe Wojsko Polskie)
- major – listopad 1944 (Milicja Obywatelska)
- podpułkownik – 1957 (Ludowe Wojsko Polskie)
- pułkownik – 1963 (Ludowe Wojsko Polskie)

## Odznaczenia
- Order Krzyża Grunwaldu III klasy – 25 grudnia 1943 (jedno z 30 pierwszych nadań; ponownie przedstawiony do odznaczenia w czerwcu 1944 za osobistą odwagę wykazaną w walkach z Niemcami w lasach lipskich, janowskich i biłogarskich oraz wyprowadzenie swojej kompanii z obławy z bardzo małymi stratami[25])
- Krzyż Kawalerski Orderu Odrodzenia Polski
- Krzyż Srebrny Orderu Virtuti Militari
- Krzyż Walecznych
- Krzyż Partyzancki
- Brązowy Krzyż Zasługi
- Medal Zwycięstwa i Wolności 1945
- Złoty Medal „Siły Zbrojne w Służbie Ojczyzny”
- Srebrny Medal „Siły Zbrojne w Służbie Ojczyzny”
- Brązowy Medal „Siły Zbrojne w Służbie Ojczyzny”
- Złota Odznaka honorowa „Za Zasługi dla Warszawy” (1967)[26]
- Medal „Za zwycięstwo nad Niemcami w Wielkiej Wojnie Ojczyźnianej 1941–1945” (ZSRR)

## Publikacje
- Udział jeńców i oddziałów radzieckich w lewicowym ruchu oporu na Lubelszczyźnie – 1962
- Wspomnienia „Przepiórki'” – 1964
- Michał Wójtowicz – 1964
- Ostatnie boje – 1965
- Kalendarium walk Gwardii Ludowej i Armii Ludowej na Lubelszczyźnie 1942-1944 – 1966
- Na bitewnych szlakach II wojny światowej – 1966
- Źródła i materiały do dziejów ruchu oporu na Lubelszczyźnie 1939-1944 – 1971; współautor
- Ludzie walki i czynu – 1972
- Walczyli o Polskę Ludową – 1982; praca nie w pełni ukończona, wydana sześć lat po śmierci autora